# 페드로 마리아 아르톨라
페드로 마리아 아르톨라 우루티아(스페인어: Pedro María Artola Urrutia, 1948년 9월 6일, 바스크 주 안도아인 ~)는 스페인의 전 축구 선수로, 현역 시절 골키퍼로 활약했다.
현역 시절 14년 동안, 그는 레알 소시에다드와 바르셀로나에서 활약했고, 총 217번의 라 리가 경기에 출전했다.

## 클럽 경력
아르톨라는 기푸스코아 도 안도아인 출신으로, 레알 소시에다드의 2군인 산 세바스티안 소속으로 활약하다가 1970년에 정식적으로 1군으로 하류해 바스크 주 연고 구단으로 활약하던 시절에 하비에르 우루티코에체아의 후보로 활약하다가 1974-75 시즌에 레알 소시에다드 소속으로 출전한 총 30번의 라 리가 경기 중 27번의 경기에 출전했는데, 소속 구단은 리그를 4위로 마감했고, 수비 지표에서 29골 만을 허용한 살라망카에 이어 32골만 허용해 두 번째로 가장 적은 실점을 기록했다.
1975년, 거의 27세가 된 아르톨라는 바르셀로나로 이적했으나, 이적 후 처음 2년 동안 도합하여 불과 25번의 경기에 출전하는 데에 그쳤으나, 이후 주전으로 도약했다. 그는 1977-78 시즌에 최우수 골키퍼로서 트로페오 리카르도 사모라의 주인공이 되었고, 같은 해에 카탈루냐 연고 구단은 코파 델 레이를 우승했는데, 이는 그가 바르셀로나에서 얻은 7번의 우승 기록 중 하나로, 헤타페 데포르티보와의 16강전 원정 경기에서 3-3으로 비긴 후, 캄 노우에서 벌어진 2차전 경기에 그가 페널티 킥 주자로 나섰지만 실축했고, 소속 구단은 이와 무관하게 안방에서 8-0 대승을 거두었다. 그는 바젤에서 벌어진 포르투나 뒤셀도르프와의 1979년 UEFA 컵위너스컵 결승전에서 경기 중 한 경기에서 바르사의 골문을 지켰는데, 이 경기에서 4-3으로 이겼다. 바르사는 1981-82 시즌에도 같은 대회에서 우승을 거두었지만, 아르톨라는 이 대회 결승전에 출전하지는 못했다.
전 레알 소시에다드 동료 우루티도 1981년에 바르셀로나에 합류하였고, 결국 우루티가 아르톨라를 제치고 주전 수문장이 되었고, 그에 따라 아르톨라는 1983–84 시즌에 3경기 출전에 그치고, 35세의 나이로 현역에서 은퇴했다.

## 국가대표팀 경력
아르톨라는 우루티코에체아와 함께 이탈리아에서 열린 UEFA 유로 1980을 앞두고 스페인 국가대표팀 명단에 이름을 올렸다. 그러나, 그는 국가대표팀 경기에 한 경기도 출전하지 못했다.

## 수상

### 클럽
바르셀로나
- 코파 델 레이: 1977–78, 1980–81, 1982–83
- 수페르코파 데 에스파냐: 1983
- 코파 데 라 리가: 1983
- UEFA 컵위너스컵: 1978–79, 1981–82

### 개인
- 트로페오 리카르도 사모라: 1977–78